# Барон Фарнгем

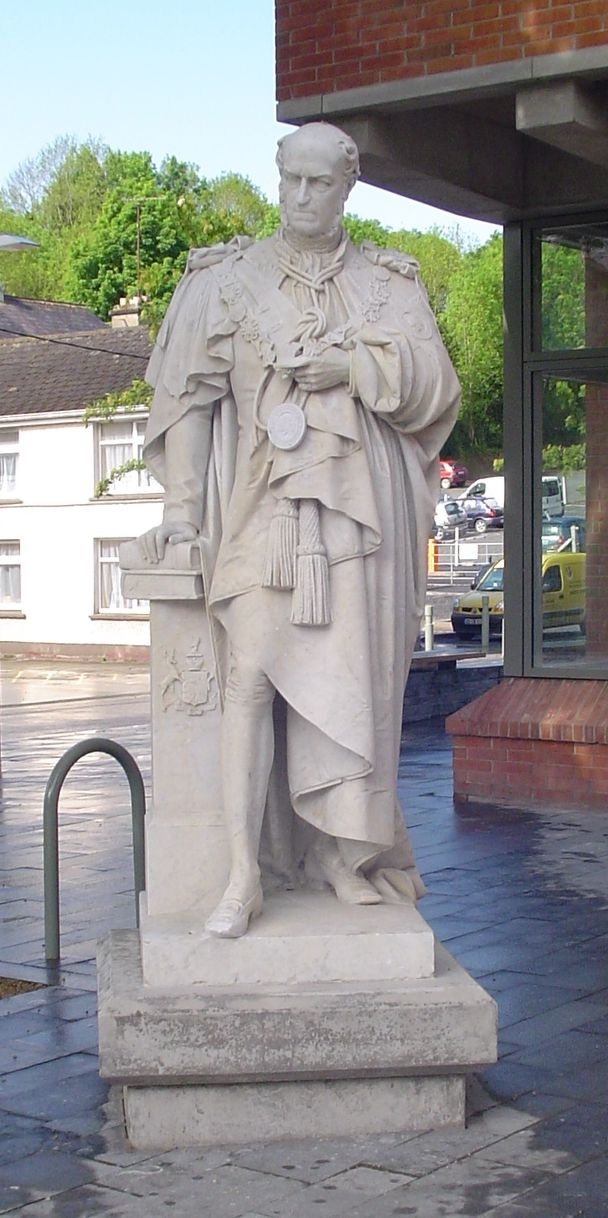
Пам’ятник Генрі Максвеллу – VII барону Фарнгам. Каван, Ірландія.

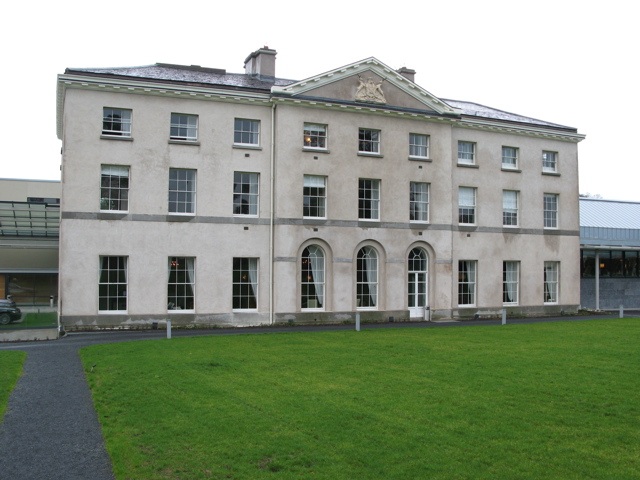
Фарнгем-Хаус – резиденція баронів Фарнгем. Нині готель. Каван, Ірландія.

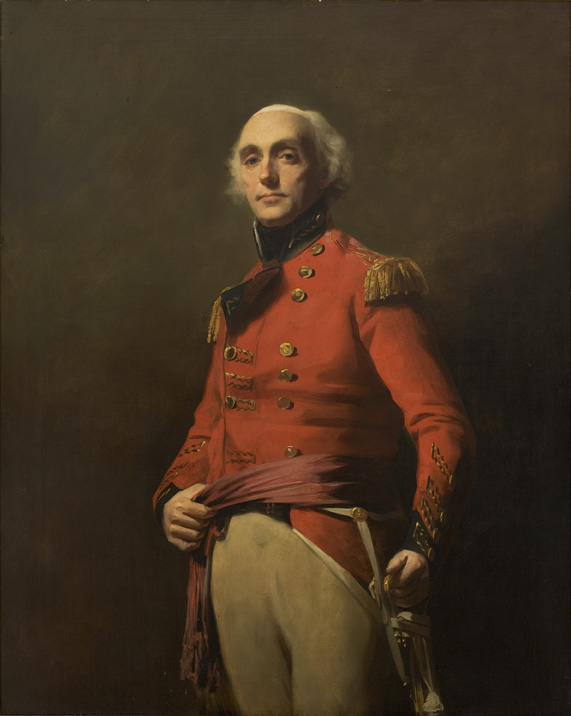
Генерал сер Вільям Максвелл – VII баронет Максвелл. Художник – Генрі Реберн.

Молила сера Х’ю Бейтса Максвелла – ІХ баронета Максвелл. Единбург.

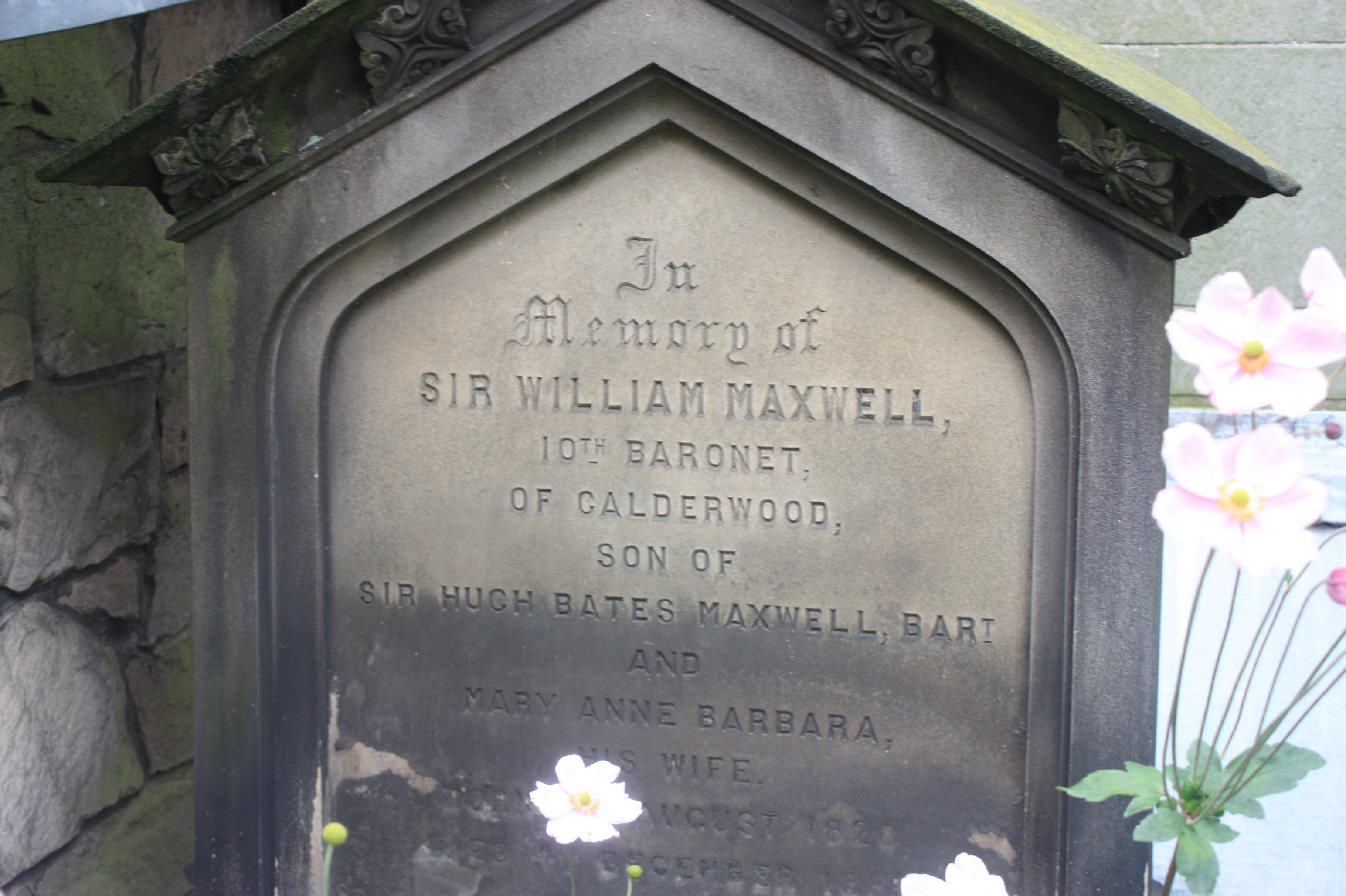
Могила сера Вільяма Максвелла – Х баронета Максвелл. Единбург.

Барони Фарнгем (англ. - Baron Farnham) – аристократичний титул в Ірландії, пери Ірландії.

## Історія баронів Фарнгем
Барони Фарнгем володіли одноіменними землями в графстві Каван. Титул баронів Фарнгем був створений в 1756 році для Джона Максвелла, що був депутатом парламенту Ірландії і представляв у Палаті Громад місто Каван у 1727 – 1756 роках. Джон Максвелл був сином преподобного Роберта Максвелла та Енн Стюарт – дочки полковника Джорджа Стюарта. Його дідом по батькові був Роберт Максвелл – єпископ Кілмор. Він був нотаріусом суду Загальних справ з 1725 року аж до своєї смерті. Він успадкував маєток Фарнгем від свого двоюрідного брата в 1737 році. Був призначений Верховним шерифом графства Каван у 1739 році. Одружився в 1719 році з Джудіт Баррі – дочкою Джеймса Баррі з Ньютон-Баррі та Енн Мередіт. У цьому шлюбі Джон Максвелл мав трьох синів – Роберта, Баррі та Генрі, що став єпископом Дромор та єпископом Міт.   
Титул успадкував його син Роберт Максвелл, що став ІІ бароном Фарнгем. Його у 1760 році нагородили титулом віконт Фарнгем, а в 1763 році нагородили титулом граф Фарнгем. Він був депутатом парламенту Ірландії – Палати громад. Обраний депутатом в 1743 році і до 1759 року. Потім переїхав до Англії і став депутатом парламенту Великої Британії внаслідок дострокових виборів 1754 року. Його батько вклав більше 3000 фунтів стерлінгів у різні «секретні служби» для того щоб став депутатом парламенту. Пізніше Роберт Максвелл писав Джорджу Саквіллу, що для того щоб бути обраним, йому довелось багато викурити, багато випити і перецілувати багато жінок, щоб бути обраним до парламенту, але все це (за його словами) було зроблено в ім’я благородної мети. Будучи депутатом він підтримував уряди лорда Б’юта та Джорджа Гренвілла. Він помер бездітним у 1779 році і разом з ним зникли ці титули. 
Його брат успадкував титул барона Фарнгем, став ІІІ бароном Фарнгем. Він, як і раніше його брат,  був нагороджений титулом віконт Фарнгем у 1781 році та титулом граф Фарнгем у 1785 році. Титули успадкував його син, він був депутатом парламенту, Палати Лордів, представляв Ірландію в парламенті Об’єднаного королівства Великої Британії та Ірландії в 1816 – 1832 роках, після того, як навіть видимість автономії Ірландії зникла остаточно. Але в нього не було дітей і після його смерті в 1823 році титули віконта Фарнгем та графа Фарнгем зникли.
Титул барона Фарнгем успадкував його двоюрідний брат, що став V бароном Фарнгем. Він був старшим сином Генрі Максвелла – лорд-єпископа графства Міт, третього сина І барона Фарнгем. Він був депутатом парламенту від Кавану, представляв Ірландію в Палаті Лордів у 1825 – 1838 роках. Титул успадкував його племінник Генрі Мксвелл, що став VII бароном Фаргем. Він теж був депутатом парламенту, представляв Каван та Ірландію в 1839 – 1868 роках. Він став лицарем ордену Святого Патріка. Одружився з Енн Стейплтон – дочкою Томаса Стейплтона – XVI барона Ле ДеспенсераШлюб відбувся 3 грудня 1828 року. У пари не було дітей. Він разом з дружиною загинув під час залізничної катастрофи в Абергелі в 1868 році. Титул успадкував його молодший брат, що став VIII бароном Фарнгем. Він теж був депутатом парламенту і представляв Каван. Титул успадкував його молодший брат, що став ІХ бароном Фарнгем. Він теж був депутатом парламенту і представляв Каван. У 1885 році від успадкував від далекого родича титул баронета Колдервуд. Після його смерті титули перейшли до його племінника, що став Х бароном Фарнгем. Він служив лорд-лейтенантом графства Каван і деякий час предствляв Ірландію в парламенті в 1898 – 1900 роках до своєї ранньої передчасної смерті. Титул успадкував його син, що став ХІ бароном Фарнгем. Він став депутатом парламенту, представляв Ірландію у 1908 – 1957 роках. На сьогодні титулом барона Фарнгем володіє його онук – ХІІІ барон Фарнгем, що успадкував титул від старшого брата в 2001 році. Він є сином підполковника Сомерсета Артура Максвелла. Нині він живе в Оксфордширі (Велика Британія).  
Титул баронетів Максвелл з Колдервуду був створений для джентльменів Нової Шотландії (американська колонія) в 1627 році для сера Джеймса Максвелла (помер близько 1670 року). ІІ баронет Максвелл не мав дітей і титул успадкував син полковника Джона Максвелла, що помер у Данбарі в 1650 році. VI баронет Максвелл теж не мав дітей, і титул успадкував син Олександра Мксвелла з Лейта, що був третім сином IV баронета Максвелл. Цей рід урвався в 1885 році, коли помер його онук – Х баронет Максвелл. Потім титул успадкував ІХ барон Фарнгем, що став ХІ баронетом Максвелл. Далі титул баронета Максвелл успадковувався баронами Фарнгем. 
Іменем баронів Фарнгем названа головна вулиця міста Каван, готель «Фарнгем Армс», який прикращає герб з написом «Je suis pret» - «Я готовий». 
Історичною резиденцією баронів Фарнгем був Фарнгем-Хаус, що стоїть недалеко від Кавана. 

## Династія баронів Фарнгем

### Барони Фарнгем
- Джон Максвелл (пом. 1759) – І барон Фарнгем
- Роберт Максвелл (пом. 1779) – ІІ барон Фарнгем (нагороджений титулом граф Фарнгем у 1763)

### Графи Фарнгем – перше заснування титулу (1763)
- Роберт Максвелл (пом. 1779) – І граф Фарнгем, ІІ барон Фарнгем

### Барони Фарнгем
- Баррі Максвелл (пом. 1800) – ІІІ барон Фарнгем (нагороджений титулом граф Фарнгем у 1785)

### Графи Фарнгем – друге заснування титулу (1785)
- Баррі Максвелл (помер 1800) – І граф Фарнгем
- Джон Джеймс Максвелл (1760 – 1823) – ІІ граф Фарнгем

### Барони Фарнгем
- Джон Максвелл-Баррі (1767 – 1838) – V барон Фарнгем
- Генрі Максвелл (1774 – 1838) – VI барон Фарнгем
- Генрі Максвелл (1799 – 1868) – VII барон Фарнгем
- Сомерсет Річард Максвелл (1803 – 1884) – VIII барон Фарнгем
- Джеймс Пірс Максвелл (1813 – 1896) – IX барон Фарнгем
- Сомерсет Генрі Максвелл (1849 – 1900) – X барон Фарнгем
- Артур Кенліс Максвелл (1879 – 1957) – XI барон Фарнгем
- Баррі Оуен Сомерсет Максвелл (1931 – 2001) – XII барон Фарнгем
- Саймон Кенліс Максвелл (нар. 1933) – XIII барон Фарнгем

Спадкоємцем титулу є син нинішнього власника титулу – Робін Сомерсет Максвелл (нар. 1965). Наступним спадкоємцем є його син Джеймс Девід Сомерсет Максвелл (нар. 1996).

### Баронети Максвелл з Колдервуду
- Сер Джеймс Максвелл (пом. бл. 1670) – I баронет Максвелл
- Сер Вільям Максвелл (бл. 1640 – 1703) – II баронет Максвелл
- Сер Вільям Максвелл (пом. 1716) – III баронет Максвелл
- Сер Вільям Максвелл (пом. 1750) – IV баронет Максвелл
- Сер Вільям Максвелл (пом. 1789) – V баронет Максвелл
- Сер Вільям Максвелл (1748 – 1829) – VI баронет Максвелл
- Сер Вільям Максвелл (1754 – 1837) – VII баронет Максвелл
- Сер Вільям Олександр Максвелл (1793 – 1865) – VIII баронет Максвелл
- Сер Х’ю Бейтс Максвелл (1797 – 1870) – IX баронет Максвелл
- Сер Вільям Максвелл (1828 – 1885) – X баронет Максвелл
- Сер Джеймс Пірс Максвелл (1813 – 1896) – XI баронет Максвелл